# EAV-8B “Matador II”
El McDonnell Douglas EAV-8B “Matador II” es un avión de ataque a tierra, con capacidad de despegue y aterrizaje vertical (VTOL) y despegue y aterrizaje corto (STOL). Basado en el McDonnell Douglas AV-8B Harrier II, este es una modificación conjunta entre McDonnell Douglas y EADS CASA para la Armada española. Actualmente, el modelo vuela con la 9.ª escuadrilla de flotilla de aeronavesde la Armada Española. Están desplegados en el buque multipropósito L-61 y en la Base Naval de Rota.

## Historia

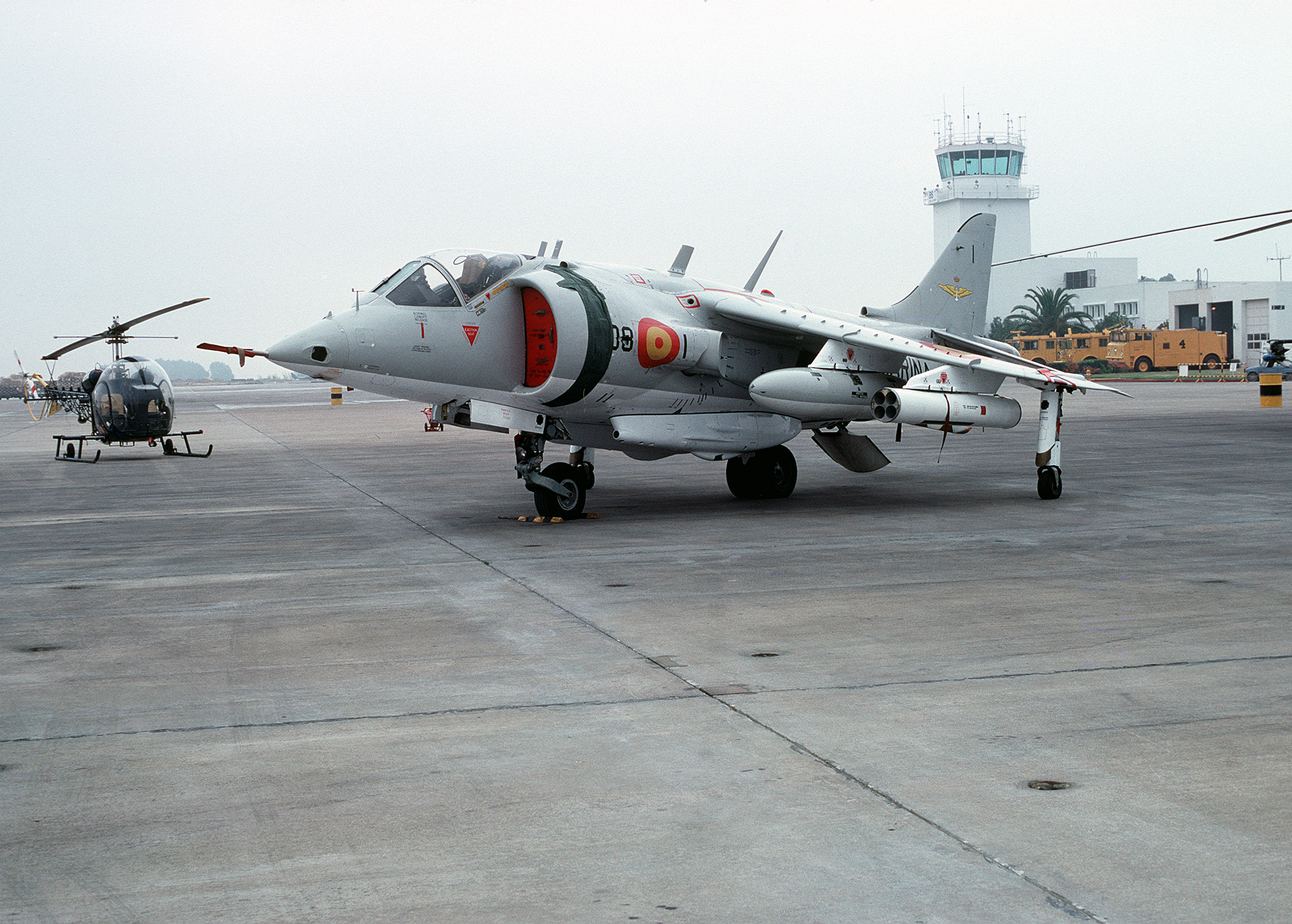
AV-8S Matador I de la Armada española. Modelo anterior al Actual EAV-8B Matador

#### Desarrollo e inicios
Los actuales EAV-8B Matador llegaron a España en 1988. La necesidad de reemplazar los Hawker Siddeley Harrier de la Armada llevó a España a colaborar en la creación (en conjunto con Estados Unidos, Reino Unido e Italia) una nueva versión del AV-8 Americano. Para suplir las necesidades de la armada española, fueron adquiridos 12 AV-8B Harrier II más 1 TAV-8B, la versión biplaza del harrier II. Los plazos de entrega duraron desde 1987 hasta 1988. En primera instancia, los Harrier fueron operados desde el portaaviones Príncipe de Asturias (R-11). 

#### Modernización de los Matador: AV-8B Plus
En la década de 1990, La Armada Española, junto a EADS CASA y Navantia (empresa responsable de la construcción del L-61) trabajaron en una modernización para los Matador.Aunque el avión fuera medianamente moderno para la época, este requería de diversas adaptaciones técnicas para que pudiera estar a la altura. Fue dotado, entre otras cosas, con un radar más avanzado, el AN/APG-65. 

#### Fin de operaciones en el R-11 y comienzos en el L-61
Los AV-8B Harrier II de la Armada Española comenzaron a operar desde el LHD Juan Carlos I tras la retirada del portaaviones Príncipe de Asturias en 2013. Este buque asumió entonces el rol principal como plataforma aérea de la Armada, destacando por su capacidad para operar aviones de despegue corto y aterrizaje vertical (STOVL), como los Harrier. Actualmente, es el único buque de la flota española con capacidad para aviones de ala fija, adaptándose tanto a perfiles anfibios como de portaaviones.

#### Llega un nuevo TAV-8B de losUSMC

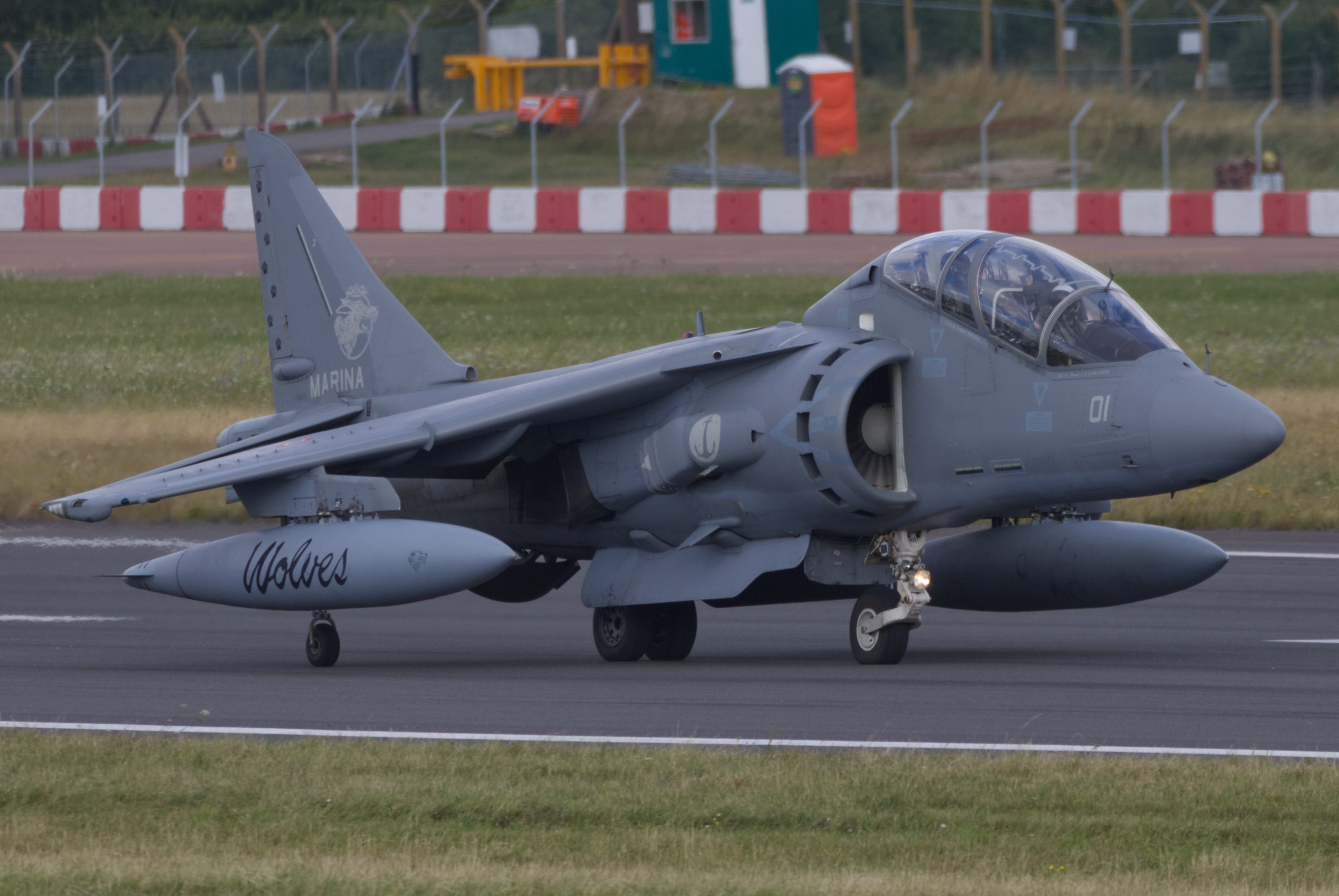
TAV-8B de la Marina Militare, similar al TAV-8B de la Armada Española

En, 2021, el Cuerpo de Marines de los Estados Unidos cedió a la Armada Española un TAV-8B, en el marco del programa Harrier Integrated Supply Support (HISS) puesto en marcha en 2007, en el que participan ambas instituciones, además de la Marina de Italia, los tres actuales operadores de esta aeronave. El programa HISS lo lidera Estados Unidos a través del centro de tecnologías aeronáuticas y de armamento Naval Air Systems Command (NAVAIR). Según la Armada: 
“Al objeto de poder mantener la capacidad de adiestrar a los nuevos pilotos, hemos gestionado su sustitución por otro doble, solo que con una turbina 408, que son las que actualmente tiene la comunidad Harrier, apoyadas y en servicio”. Recurrió así a sus socios del HISS, para dotarse de un biplaza que sustituyese al referido VA.1B-33, para solventar el problema. “La obtención de este “equipamiento” no es un leasing ni una cesión, sino que se ha hecho en el marco de la Joint Program Office (JPO)”.
Actualmente, este nuevo aparato está integrado (como el resto de Matadores II) en la 9.º escuadrilla, y tiene objetivos de entreno de pilotos. Este aparato fue "cedido" para reemplazar el antiguo TAV-8B fabricado junto a los 12 EAV-8B. El TAV-8B fabricando junto a dicho lote de Matadores actualmente está fuera de servicio. 

## Marco actual y futuro

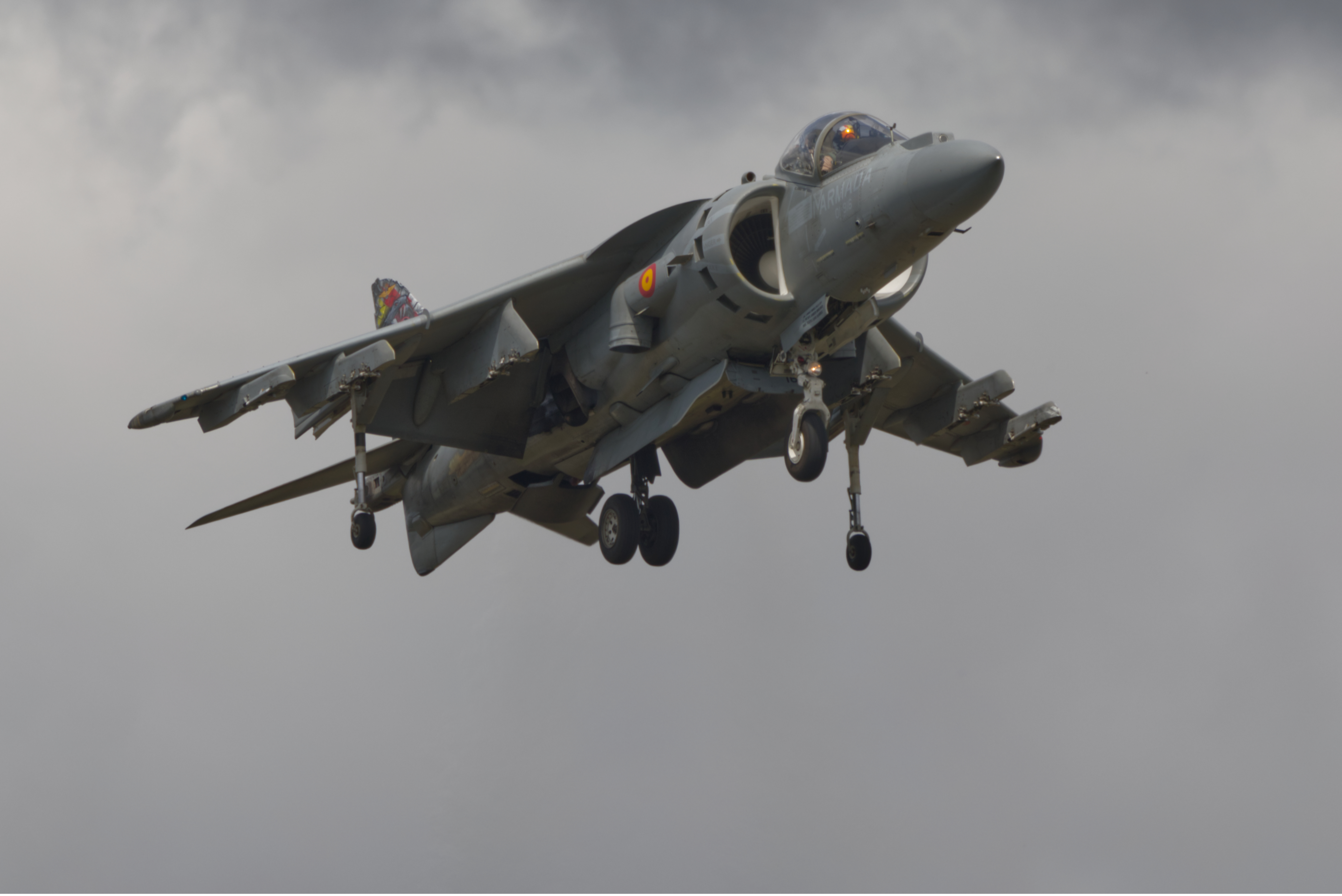
EAV-8B Matador II realizando una demonstración de VTOL en RIAT 2023

Actualmente, de los 12 harriers adquiridos, solo operan 11, además del TAV-8B, que es usado a modo de entrenador. Estos aviones han sido actualizados para alargar su vida operativa pero a finales de la década alcanzarán el tope de su vida útil. Para paliar esto, y ante la falta de fondos para un posible nuevo avión, el Ministerio de Defensa ha sacado un plan para extenderla vida útil de los matador, más allá del año 2025. Para esta fecha, España será el único operador activo de este avión, y de la familia Harrier en todo el mundo. 

#### Adquisición de Bombas BLU 111

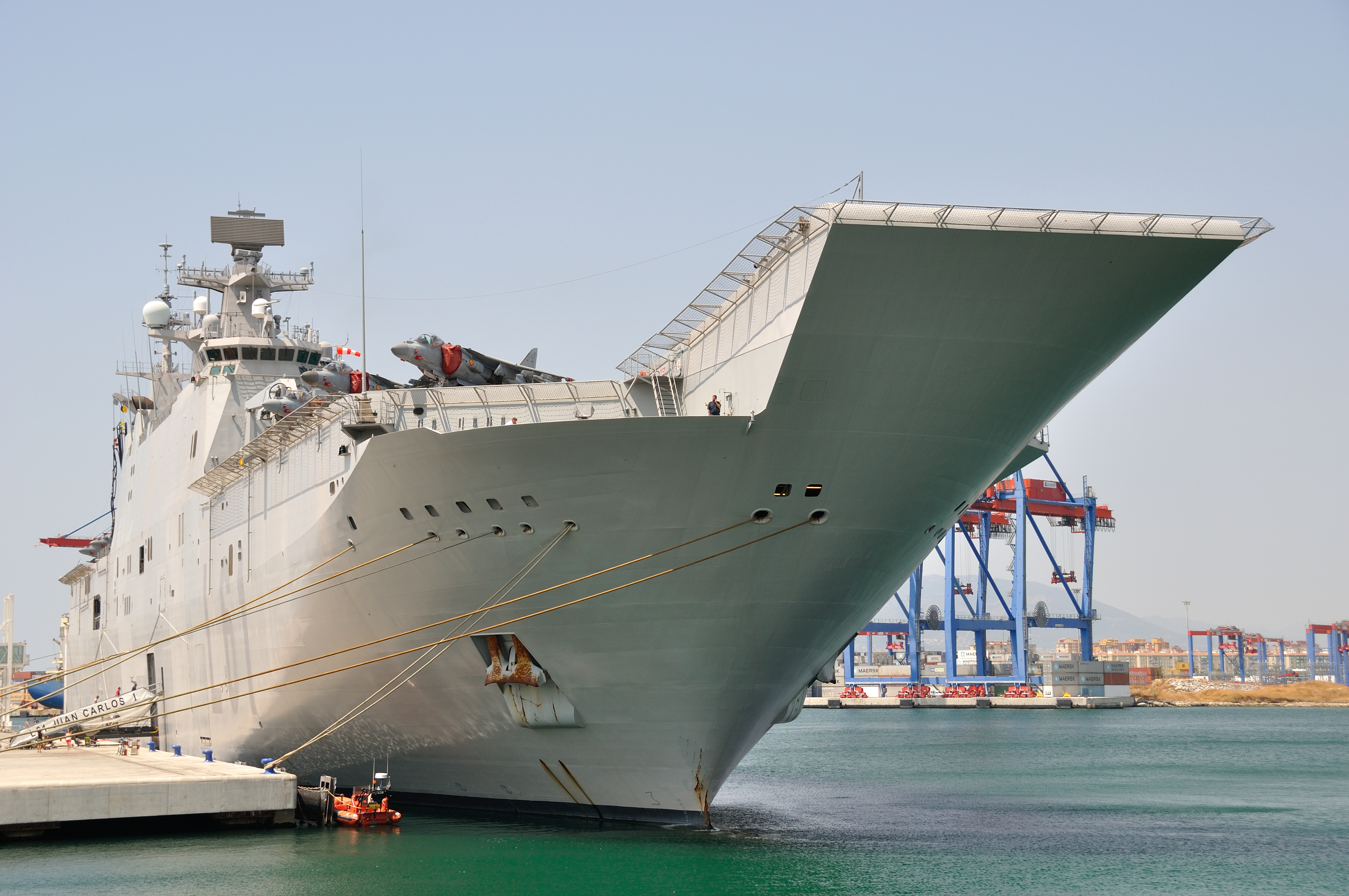
L-61 con 3 EAV-8B Matador en la cubierta

En noviembre de 2024, el ejecutivo español decidió adquirir bombas de precisión BLU 111para los EAV-8B. Con un precio total de 2,3 Millones de Euros, l armamento será suministrado por la empresa Northern Technologies Defense, representante en España de varias firmas de defensa. El contrato contempla en concreto "cuerpos" de bombas de BLU (Bomb Live Unit) 111 C/B. También conocida como MK-82 es una bomba de caída libre de la estadounidense General Dynamics que admite la instalación de kits que la convierten en un arma guiada.

#### España y el dilema del F-35B
España ha mostrado interés en adquirir 50 cazas furtivos Lockheed Martin F-35 Lightning II, en sus versiones A (para el Ejército del Aire y del Espacio) y B (Con capacidades similares al Matador, y el sustituto lógico del mismo). Debido a presiones internas y falta de inversión en defensa, el gobierno de España no se ha pronunciado claramente respecto a la adquisión de dicha aeronave. 
El caso especial del F-35B (El sustituto idóneo del EAV-8B Matador II) es de urgente aclaración, pues la antigüedad de los Matador II urge un reemplazo inmediato, o en su contraparte, perder la capacidad de ala fija de la armada española. Los sectores más conservadores de la armada rechazan el F-35B por su “poca fiabilidad” y su ratio de accidentes, siendo apodado por muchos fanáticos y apasionados de la aviación como “Fallas-35”.

#### Posible reemplazo por dronesSirTAP
En el marco de la negativa por parte del ejecutivo de adquirir el F-35B, en enero de 2025 Airbus Defence and Space en conjunto con la constructora del L-61, Navantia, probaron la primera maqueta del dron Sirtap en la cubierta del Juan Carlos I.Este dron pretende cubrir tareas de vigilancia y apoyo aéreo cercano. Aunque no es el reemplazo ideal y por antonomasia del EAV-8B, se plantea que pueda funcionar como plataforma de apoyo para los harrier y ala embarcada en general. 
El reemplazo completo de la flota de Harriers por drones supondría un bajón en las capacidades de disuasión y proyección estratégica de la Armada española, por lo que los expertos sugieren que el SirTAP sirva como complemento a un futuro F-35B embarcado. 

## Especificaciones técnicas[18]

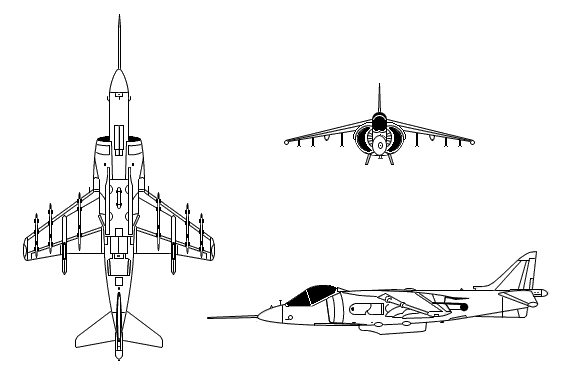

- Designación del fabricante: AV-8B Harrier II Plus.
- Misión: Avión de ataque V/STOL
- Fabricante / Pais: McDonell Douglas / EEUU.
- Primer Vuelo: 1.981
- Tripulación: Un piloto. El TAV-8B dos pilotos.
- Dimensiones / Especificaciones: Peso 6.336 Kg. / Peso máximo al despegue 14.061 Kg. / Peso máximo despegue vertical 8.596 Kg. / Carga útil 4.899 Kg. / Envergadura 9,25 m. / Longitud 14,12 m. / Altura 3,35 m.
- Velocidad Máxima: 1.170 km/h  o 1.065Km/h al nivel del mar.
- Techo máximo: 15.240 m.
- Autonomía: Autonomía máxima 3.600 km con depósitos auxiliares (3.000 Kg de combustible en los dos depósitos exteriores) y autonomía de combate 870 km. con (3.500 Kg. de combustible interno).
- Motores: 1 Turbofán de empuje vectorial Rolls-Royce F402-RR-408 (Mk 107).
- Empuje: 104,5 kN.

## Capacidad de Armas
A continuación, se mostrarán los diferentes sistemas ofensivos y defensivos que el EAV-8B Matador II puede cargar:

#### Misiles Aire-Aire (AAM) y cañón
| Nombre           | Fabricante                 | Imagen | Tipo/especificaciones                                                     |
| ---------------- | -------------------------- | ------ | ------------------------------------------------------------------------- |
| AIM-9 Sidewinder | Raytheon                   |        | Misil AAM de guía activa por señal térmica. Se operan las variantes L y M |
| AIM-120 AMRAAM   | Raytheon / Hughes Aircraft |        | Misil AAM BVR de medio-largo alcance.                                     |
| GAU-12           | General Dynamics           |        | Cañón rotativo de 25mm montado debajo del fuselaje del EAV-8B.            |

#### Sistemas de ataque a tierra (CAS)
| Nombre            | Fabricante                 | Imagen | Tipo/especificaciones                                                                                          |
| ----------------- | -------------------------- | ------ | --- |
| GBU-10 Paveway II | Raytheon / Lockheed Martin |        | bomba guiada por láser.                                                                                        |
| GBU-12 Paveway II | Raytheon / Lockheed Martin |        | bomba guiada por láser.                                                                                        |
| GBU-16 Paveway II | Raytheon / Lockheed Martin |        | bomba guiada por láser.                                                                                        |
| GBU-38 JDAM       | Boeing                     |        | kit de bajo costo construido por Boeing que convierte las bombas de caída libre en bombas guiadas de precisión |
| GBU-54 Laser JDAM | Boeing                     |        | kit de bajo costo construido por Boeing que convierte las bombas de caída libre en bombas guiadas de precisión |
| GBU-58            | Boeing                     |        | kit de bajo costo construido por Boeing que convierte las bombas de caída libre en bombas guiadas de precisión |
| Mark 82           | General Dynamics           |        | bomba sin guía, de alta aerodinámica y de propósito general.                                                   |
| Mark 83           | General Dynamics           |        | bomba sin guía, de alta aerodinámica y de propósito general.                                                   |
| Mark 84           | General Dynamics           |        | bomba sin guía, de alta aerodinámica y de propósito general.                                                   |
| AGM-65 Maverick   | Raytheon                   |        | Misil Aire-tierra de alta precisión.                                                                           |

#### Sistemas Futuros
| Nombre  | Fabricante                | Referencia visual | Tipo/especificaciones                                                                                          | Unidades adquiridas |
| ------- | ------------------------- | ----------------- | --- | ------------------- |
| BLU 111 | Boeing / General Dynamics |                   | kit de bajo costo construido por Boeing que convierte las bombas de caída libre en bombas guiadas de precisión | ~100                |

## Diseños relacionados
McDonnell Douglas AV-8B Harrier II
 Hawker Siddeley P.1127
 British Aerospace Harrier II
 British Aerospace Sea Harrier
 Hawker Siddeley Harrier
 Yakovlev Yak-38
 Yakovlev Yak-141